# Тартачківська сільська рада
Тартачківська сільська рада — колишня адміністративно-територіальна одиниця та орган місцевого самоврядування у Чуднівському, Миропільському, Довбишському (Мархлевському, Щорському) районах і Житомирській міській раді Волинської округи, Київської та Житомирської областей Української РСР з адміністративним центром у селі Тартачок.

## Населені пункти
Сільській раді на час ліквідації були підпорядковані населені пункти:
- с. Тартачок.

## Населення
Кількість населення ради, станом на 1923 рік, становила 1 310 осіб, кількість дворів — 219.
Кількість населення сільської ради, станом на 1924 рік, становила 1 913 осіб.
Кількість населення ради, станом на 1931 рік, становила 668 осіб.

## Історія та адміністративний устрій
Створена 1923 року в складі сіл Козина, Нетребівка, Пічкури, колонії Тартачок та хуторів Пічкурські Хатки і Трушківське Будище Чуднівської волості Житомирського повіту Волинської губернії. 7 березня 1923 року включена до складу новоствореного Чуднівського району Житомирської округи. 27 червня 1925 року передана до складу Миропільського району Житомирської округи. 1 вересня 1925 року включена до складу новоствореного Довбишського (згодом — Мархлевський) району Житомирської (згодом — Волинська) округи. Тоді ж села Козина й Нетребівка підпорядковані новоствореній Шиєцько-Будській сільській раді, с. Пічкури та х. Пічкурівські Хатки — Вилівській сільській раді, х. Трушківське Будище — Новозаводській сільській раді Довбишського району. Одночасно зі складу Новозаводської сільської ради прийнято колонію Дерманка. 17 жовтня 1935 року, внаслідок ліквідації Мархлевського району, сільську раду передано до складу приміської смуги Житомирської міської ради Київської області. 14 травня 1939 року, відповідно до указу Президії Верховної ради УРСР «Про утворення Щорського району Житомирської області», сільська рада увійшла до складу новоствореного Щорського (згодом — Довбишський) району Житомирської області. Станом на 1 жовтня 1941 року кол. Дерманка не значилася на обліку населених пунктів.
Станом на 1 вересня 1946 року сільська рада входила до складу Довбишського Житомирської області, на обліку в раді перебувало с. Тартачок.
Ліквідована 11 серпня 1954 року, відповідно до указу Президії Верховної ради Української РСР «Про укрупнення сільських рад по Житомирській області», територію ради та с. Тартачок приєднано до складу Новозаводської сільської ради Довбишського району Житомирської області.